# آدریانو تکسیرا
آدریانو تکسیرا (انگلیسی: Adriano Teixeira؛ زادهٔ ۷ آوریل ۱۹۷۳) بازیکن سابق فوتبال اهل برزیل است که به عنوان مدافع میانی بازی می‌کرد و در حال حاضر مربی است.
وی همچنین در تیم ملی فوتبال زیر ۲۰ سال برزیل بازی کرده‌است.